# Lijst van voetbalinterlands Australië - Frankrijk
Deze lijst van voetbalinterlands is een overzicht van alle officiële voetbalwedstrijden tussen de nationale teams van Australië en Frankrijk. De landen speelden tot op heden zes keer tegen elkaar, te beginnen met een vriendschappelijke wedstrijd op 26 mei 1994 in Kobe (Japan). Het laatste duel, een groepswedstrijd tijdens het Wereldkampioenschap voetbal 2022, vond plaats in Al Wakrah (Qatar) op 22 november 2022.

## Wedstrijden
| № | Plaats    | Datum            | Competitie                   | Wedstrijd             | Uitslag |
| - | --------- | ---------------- | ---------------------------- | --------------------- | ------- |
| 1 | Kobe      | 26 mei 1994      | Vriendschappelijk            | Frankrijk – Australië | 1 – 0   |
| 2 | Daegu     | 1 juni 2001      | FIFA Confederations Cup 2001 | Australië – Frankrijk | 1 – 0   |
| 3 | Melbourne | 11 november 2001 | Vriendschappelijk            | Australië – Frankrijk | 1 – 1   |
| 4 | Parijs    | 11 oktober 2013  | Vriendschappelijk            | Frankrijk – Australië | 6 – 0   |
| 5 | Kazan     | 16 juni 2018     | WK 2018                      | Frankrijk – Australië | 2 − 1   |
| 6 | Al Wakrah | 22 november 2022 | WK 2022                      | Frankrijk – Australië | 4 − 1   |

## Samenvatting
| Competitie              | Totaal gespeeld | Winst Australië | Gelijk | Winst Frankrijk | Doelsaldo Australië – Frankrijk |
| ----------------------- | --------------- | --------------- | ------ | --------------- | ------------------------------- |
| WK-eindronde            | 2               | 0               | 0      | 2               | 2 − 6                           |
| FIFA Confederations Cup | 1               | 1               | 0      | 0               | 1 − 0                           |
| Vriendschappelijk       | 3               | 0               | 1      | 2               | 1 − 8                           |
| Totaal                  | 6               | 1               | 1      | 4               | 4 − 14                          |

Wedstrijden bepaald door strafschoppen worden, in lijn met de FIFA, als een gelijkspel gerekend.

## Details

### Vierde ontmoeting
| Vriendschappelijk (Parijs, Frankrijk, 11 oktober 2013): |              | |
| Frankrijk | 6 – 0        | Australië |
| Franck Ribéry 8' (pen.) Olivier Giroud 16' Olivier Giroud 27' Yohan Cabaye 29' Mathieu Debuchy 47' Karim Benzema 50'                                                   | goals        | |
| Didier Deschamps | bondscoach   | Holger Osieck |
| Hugo Lloris Éric Abidal 46' Mathieu Debuchy Patrice Évra 64' Raphaël Varane Franck Ribéry 63' Samir Nasri Yohan Cabaye 82' Paul Pogba 63' Loïc Rémy Olivier Giroud 46' | opstellingen | Mitchell Langerak Lucas Neill 69' Luke Wilkshire David Carney Rhys Williams Mark Bresciano 79' Tim Cahill Mile Jedinak Matt McKay Robbie Kruse James Holland |
| Mamadou Sakho 46' Karim Benzema 46' Mathieu Valbuena 63' Blaise Matuidi 63' Gaël Clichy 64' Moussa Sissoko 82'                                                         | wissels      | 69' Mathew Leckie 79' Josh Kennedy |
| | gele kaarten | 52' Luke Wilkshire |
| - Laatste interland van Australië onder leiding van bondscoach Holger Osieck.                                                                                          |              | |

### Vijfde ontmoeting
| WK 2018 (Kazan, Rusland, 16 juni 2018): |              | |
| Frankrijk | 2 – 1        | Australië |
| Antoine Griezmann 58' (pen.) Aziz Behich 80' (e.d.) | goals        | 62' (pen.) Mile Jedinak |
| Didier Deschamps | bondscoach   | Bert van Marwijk |
| Hugo Lloris Benjamin Pavard Raphaël Varane Samuel Umtiti Lucas Hernández Paul Pogba Corentin Tolisso 78' N'Golo Kanté Antoine Griezmann 70' Kylian Mbappé Ousmane Dembélé 70' | opstellingen | Mathew Ryan Mark Milligan Aziz Behich Josh Risdon Trent Sainsbury Mathew Leckie 84' Robbie Kruse 64' Andrew Nabbout Aaron Mooy Mile Jedinak 72' Tom Rogić |
| Nabil Fekir 70' Olivier Giroud 70' Blaise Matuidi 78' | wissels      | 64' Tomi Jurić 72' Jackson Irvine 84' Daniel Arzani |
| Corentin Tolisso 76' | gele kaarten | 13' Mathew Leckie 57' Josh Risdon |
| - Jongste WK-ploeg van Frankrijk sinds het Wereldkampioenschap voetbal 1930, toen Les Bleus het toernooi openden met een elftal dat gemiddeld 23 jaar en elf maanden oud was. Frankrijk stuurde tegen Australië een basiselftal het veld in, met een gemiddelde leeftijd van 24 jaar en zes maanden. |              | |